# Castell d'Olost
El castell d'Olost està situat en una fondalada –per tant en una situació poc estratègica– al costat de la riera d'Olost i al sud del poble d'Olost i ben a prop del seu nucli principal, tot i que pertany al municipi d'Oristà. El castell sorgí el segle xi després de la desaparició del castell d'Oristà. Començà sent només una torre de vigilància de planta rectangular. Més endavant, esdevingué un castell, si bé no fou mai una fortalesa de defensa sinó més aviat una residència senyorial aglutinadora de possessions feudals. De l'edifici antic, se'n conserva actualment la torre i la capella gòtica.

## Descripció
Està situat dalt d'un esperó rocós, al nord del terme. La planta del conjunt actual és trapezoïdal i és producte de diverses fases constructives, de les quals la més antiga (segle XV-XVI) que es conserva en alçat es correspon a una torre de planta quadrada, datada al segle xv, situada a l'est. La resta de construccions es lliuren a la torre i serien posteriors cronològicament (segles XVI-XVIII). Al sud-oest respecte el conjunt principal es conserva una torre de planta quadrada (de cronologia baix-medieval), que se situa a la part superior d'un molí hidràulic vinculat al castell. A aquesta torre se li lliura un tram de muralla perimetral, que seria posterior respecte a la torre.
La resta de murs i estructures de la construcció medieval (excepte les torres esmentades) se situarien al subsòl, juntament amb les restes de l'evolució i ús de tot el conjunt.
La resta de l'edifici està format per tres pisos, de planta rectangular i teulat a doble vessant lateral a la façana de la porta d'entrada. La part central de la façana dreta està ocupada per la torre de planta rectangular i amb el coronament amb merlets refet modernament. Al voltant del castell hi ha diverses construccions annexes que es fan servir d'habitatge pels masovers.
Destaca el brocal de pou construït amb un cos cilíndric fet de pedra i morter, actualment restaurat amb la incorporació de ciment, flanquejat per dos pilars de base rectangular allargada que sostenen una biga de fusta que fa d'eix a un teulat a doble vessant amb teules àrabs. A una de les pilastres, a la part exterior i superior, es conserva la data 1678.

## Història
Les primeres notícies del terme són del 908, en un document de venda de terres en la demarcació de l'església de Santa Maria d'Olost, dins el terme del castell d'Oristà. Des del 972 es perfila una part del terme, al nord de la població, com a pertanyent al territori d'Olost i no inclosa al terme del castell d'Oristà, i entre el 977 i el 1051 són citades diverses sufragànies sotmeses a l'església de Santa Maria d'Olost, fora també de la demarcació d'Oristà.
Vers el 1050 el terme d'Oristà es dividí en dos castells de nova creació: el de Tornamira i el d'Olost. A partir del 1059 comença la línia dels senyors d'Olost, coneguda des de Ramon Guifré d'Olost (1059-76), que fou senyor del castell d'Olost i una bona part del seu antic terme parroquial. «Raimundus Guifredi de Olost» és, el novembre del 1076, marmessor del comte de Barcelona Ramon Berenguer el Vell; l'any 1117, fa testament Bernat Guillem d'Olost que deixa el castell a Guillem de la Guàrdia. El 1168, Ramon d'Olost, deixa dit que l'enterrin al monestir de l'Estany. El 1196, Arnau Pere de Gurb, muller i fills, senyors d'Olost, donen permís al veguer d'Olost Per posar els seus béns sota la protecció de l'Orde del Temple.
El 1235 Beatriu d'Olost va prestar homenatge feudal al bisbe de Vic Bernat Calvó i el 1241 dictà testament deixant 2.500 sous que ella tenia sobre el castell d'Olost. Un dels seus marmessors fou Guillem de Vilagranada. El 1264, testà Ermessendis, senyora del castell d'Olost, casada amb Guillem de Peguera, fent hereu universal el fill Ramon. El 1290, Guillem de Peguera, fill de Ramon, reté homenatge de fidelitat al bisbe de Vic, pel delme d'Olost i altres feus; el prelat li donà la investidura dels feus. El rei Pere el Cerimoniós va vendre, l'any 1353, el lloc de Tornamira a Ramon Peguera, senyor d'Olost i l'any 1400 Guillem d'Olost era sotsveguer del Berguedà.
En el temps de la lluita de la Generalitat contra el rei Joan II, els remences es refugiaren en el castell d'Olost, el Castell de Torelló i el de Casserres. En la capitulació de Vic feta a Joan II, l'any de l'acabament de la guerra (1472), s'indica que el castell d'Olost havia estat destruït durant el període bèl·lic. Es reconstruí posteriorment.
En el segle xvii, «Aulost» figura com propietat «del Rey», en la sotsvegueria de Lluçanès de la vegueria de Manresa. Un document del 1620 dona fe de la destrucció del castell d'Olost i de l'inici d'obres de restauració fins a arribar a l'actualitat en què és propietat de l'uròleg doctor Antoni Puigvert.

## Llegendes
L'espasa de constel·lació o de virtut, ha estat forjada quan la posició dels astres, dalt del cel, era la més favorable per al metall, i fou batejada amb ungüents màgics. Un paràgraf interessant del testament de Beatriu d'Olost, es refereix a una espasa de constel·lació; la testadora mana que «l'espasa estigui guardada al castell, excepte en cas de necessitat, quan Guillem de Vilagranada o els qui el succeeixin poden treure i portar l'espasa on vulguin, però havent-la de tornar al castell així que cessi la necessitat». Beatriu prohibeix que «espasa tal sia venuda o alienada». Diu Carreras i Candi que és tot el que coneixem de l'única espasa senyorial, pertanyent al temps de Jaume el Conqueridor de què tenim alguna nova.